# Bohdany (rejon brzeski)
Bohdany (biał. Багданы, Bahdany, ros. Богданы, Bogdany) – wieś na Białorusi, w obwodzie brzeskim, w rejonie brzeskim, w sielsowiecie Domaczewo, położona nad Bugiem na południe od Podłuża, nieco poniżej polskiej miejscowości Hanna.

## Historia
W okresie międzywojennym wieś należała do gminy Domaczewo w powiecie brzeskim województwa poleskiego. Według spisu powszechnego z 1921 r. Bohdany to wieś i przysiółek. Wieś Bohdany liczyła 13 domów. Mieszkało w niej 98 osób: 44 mężczyzn i 54 kobiety. Wszyscy mieszkańcy byli prawosławni i wszyscy deklarowali narodowość białoruską.
Po II wojnie światowej Bohdany znalazły się w granicach ZSRR, a od 1991 r. w niepodległej Białorusi.